# Лагуна-Дальга
Лагуна-Дальга (ісп. Laguna Dalga) — муніципалітет в Іспанії, у складі автономної спільноти Кастилія-і-Леон, у провінції Леон. Населення — 741 особа (2010).
Муніципалітет розташований на відстані близько 270 км на північний захід від Мадрида, 33 км на південний захід від Леона.
На території муніципалітету розташовані такі населені пункти: (дані про населення за 2010 рік)
- Лагуна-Дальга: 396 осіб
- Сан-Педро-де-лас-Дуеньяс: 232 особи
- Санта-Крістіна-дель-Парамо: 12 осіб
- Согільйо-дель-Парамо: 101 особа

## Демографія
Динаміка населення (INE ):